# Remigiusz Rogacki
Remigiusz Rogacki (ur. 20 lipca 1926 w Kaliszu, zm. 6 stycznia 2001 w Łodzi) – polski aktor teatralny i filmowy.

## Życiorys
Na scenach teatru debiutował 19 listopada 1949 roku. Występował w teatrach w Częstochowie, Kaliszu i Łodzi.
- Teatr im. Stefana Jaracza w Łodzi (1952-58)
- Teatr Powszechny w Łodzi (1958-61)
- Estrada Łódzka (1961-63)
- Estrada w Lublinie (1963-64)
- Estrada w Rzeszowie (1964-66)
- Teatr Ziemi Łódzkiej (1966-81)
- Teatr Nowy w Łodzi (1981-91)

## Filmografia
- 1961: Bitwa o Kozi Dwór − lodziarz
- 1970: Doktor Ewa − ojciec kolonisty (odc. 5)
- 1974: Ile jest życia − mężczyzna rozmawiający z Janasem w pociągu (odc. 11)
- 1975: Kazimierz Wielki
- 1977: Biohazard
- 1978: Rodzina Połanieckich (odc. 7)
- 1978: Ty pójdziesz górą - Eliza Orzeszkowa
- 1978: Życie na gorąco − człowiek Bohnego udający oficera austriackiego wywiadu (odc. 7)
- 1979: Gazda z Diabelnej − karczmarz Józio
- 1980: Krach operacji terror − poseł na sejm RP
- 1980: Polonia Restituta − członek Naczelnej Rady Ludowej w Poznaniu
- 1980: Wyrok śmierci
- 1981: Czerwone węże − mężczyzna kupujący ściereczki od Stańczakowej
- 1981: Czwartki ubogich
- 1981: Krótki dzień pracy − wysłannik z KC z cennikiem podwyżek
- 1981: Najdłuższa wojna nowoczesnej Europy − gość Bismarcka (odc. 9)
- 1981: Spokojne lata
- 1981: Znachor
- 1982: Gry i zabawy − lekarz pogotowia
- 1982: Polonia Restituta − członek Naczelnej Rady Ludowej w Poznaniu (odc. 5 i 6)
- 1983: Psychoterapia − profesor
- 1985: Diabelskie szczęście − dyrektor teatru
- 1985: Zielone kasztany − Tadeusz Milski
- 1987: Ucieczka z miejsc ukochanych − lekarz (odc. 4)
- 1990: Dziewczyna z Mazur − wuj Marty
- 1991: Pogranicze w ogniu − mecenas Albert Milch (odc. 18 i 19)
- 1991: Skarga − Błażewicz, członek rodziny zabutego
- 1993: 20 lat później − dyrektor NRD-owskiej fabryki

## Życie prywatne
Ojciec aktorek Barbary Rogackiej i Małgorzaty Rogackiej-Wiśniewskiej